# کشتی یونانی
کشتی یونانی، یکی از جاذبه‌های گردشگری جزیره کیش است. این کشتی در ۴ مرداد ۱۳۴۵ در نزدیکی روستای باغو به گِل نشست و نتوانست به دریا بازگردد. از آن تاریخ کشتی یونانی و منظرهٔ غروب خورشید پشت آن به یکی از دیدنی‌های کیش تبدیل شد. سال‌هاست که گردشگران بسیاری بعد از ظهر خود را در ساحل کشتی یونانی می‌گذرانند و شهرداری کیش نیز پارکی را در ساحل مجاور کشتی یونانی ایجاد کرده‌است. این کشتی پس از سالها در معرض رطوبت و جریانات جوی بودن و فرسودگی و قطعه قطعه شدن بدنه آن در آذر ماه ۱۴۰۳ دو نیم شد.

## تاریخچه
این کشتی در سال ۱۳۲۲ توسط شرکت ویلیام همیلتون در گلاسکو ساخته شد. وزن کشتی در هنگام ساخت ۷۰۶۱ تن و طول آن ۱۳۶ متر بوده‌است. این کشتی بین مالکان انگلیسی و ایرانی مختلفی دست به دست شده بود و آخرین مالک آن یک یونانی بود و به همین دلیل نیز به نام کشتی یونانی مشهور شد. نام‌های کشتی به ترتیب «امپایر ترومپت»، «نچرالیست»، «کوروش پارسی»، «همدان» و در هنگام به گل نشستن «کولا اف» بوده‌است. علت به گل نشستن کشتی همچنان در پرده‌ای از ابهام است.
علت توقف کشتی یونانی در سواحل جزیره کیش روشن نیست. به باور مردم محلی هوای مه‌آلود و نبود فانوس دریایی در ساحل جزیره باعث برخورد کشتی با ساحل ماسه‌ای شده‌است.
همچنین شائبه‌هایی وجود دارد که گفته می‌شود حق بیمه زیاد کشتی نزد شرکت لویدز انگلستان باعث شده خدمه عمداً این کشتی را از رده خارج کنند.

## تخریب کشتی
کشتی یونانی پس از گذشت ۶ دهه به مرور فرسوده شده‌است و در سال‌های اخیر به مرور بخش‌های مختلف آن فروریخته است و همین دلیل احتمال از بین رفتن این کشتی تا سال‌های آینده وجود دارد.

## آثار هنری مرتبط
در فیلم «قصه‌های کیش» که به صورت اپیزودیک توسط کارگردان‌های مشهور ایران ساخته شد، یکی از اپیزودها به کارگردانی ناصر تقوایی و بازیگری حسین پناهی در کشتی یونانی روایت می‌شود. این اپیزود که در سال ۱۳۷۷ ساخته شد، بخش‌هایی از کشتی یونانی نمایش داده می‌شود.

## هواپیمای توپولوف ۱۵۴ کیش
در سال ۱۳۹۴، یک هواپیمای توپولوف ۱۵۴ از رده‌خارج شرکت کیش‌ایر به عنوان جاذبهٔ گردشگری از فرودگاه کیش به ساحل کشتی یونانی منتقل شد. این هواپیما در ابتدا قرار بود به عنوان رستوران و کافی‌شاپ مورد بهره‌برداری قرار گیرد اما مدتی بعد همانند کشتی یونانی رها شد و بدنهٔ آن به سرعت مورد تخریب قرار گرفت. این هواپیما در بهمن ۱۴۰۲ کاملاً اسقاط شد و از محوطه جمع‌آوری شد.

## نگارخانه

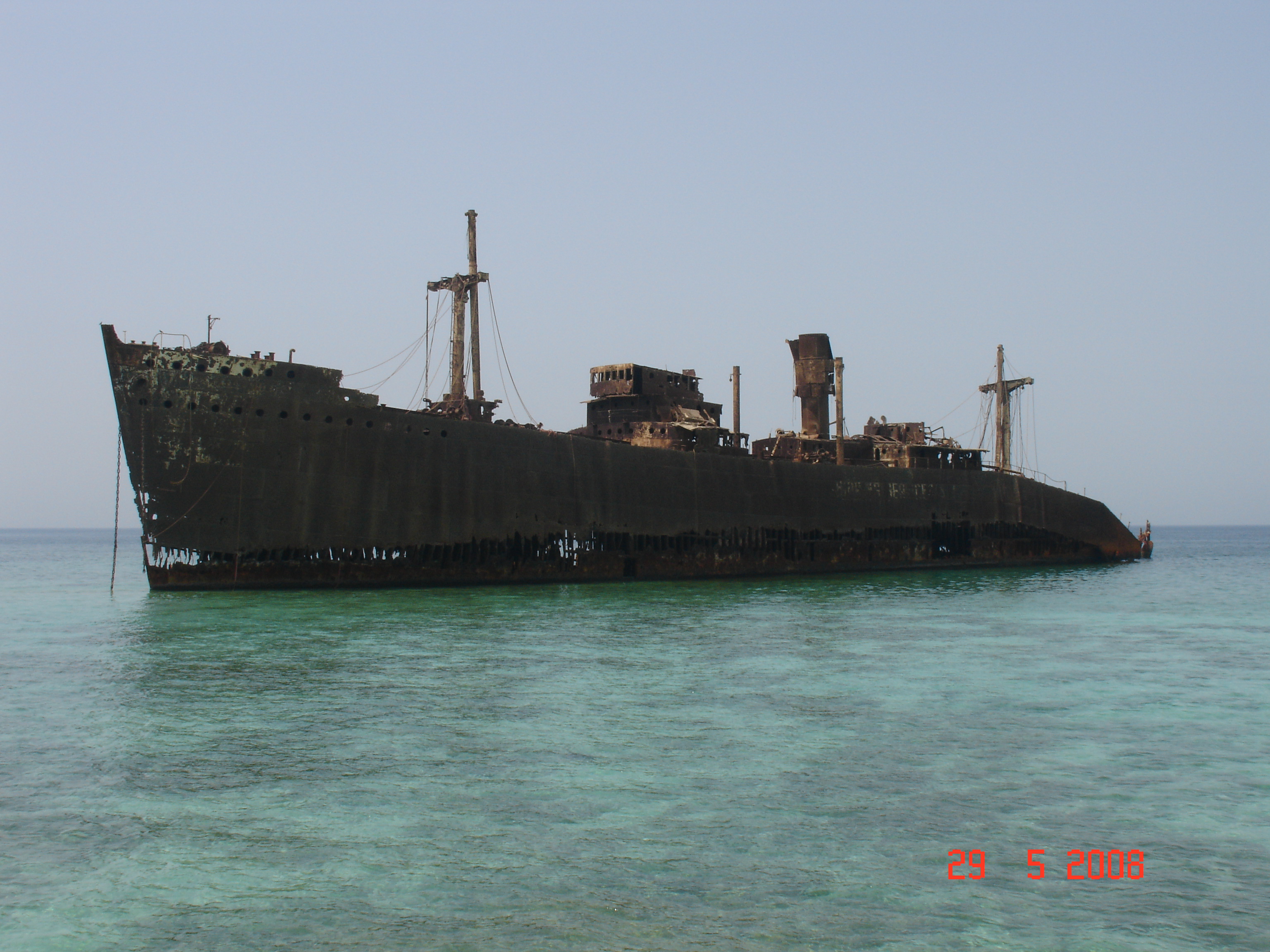
مهر ۱۳۸۶
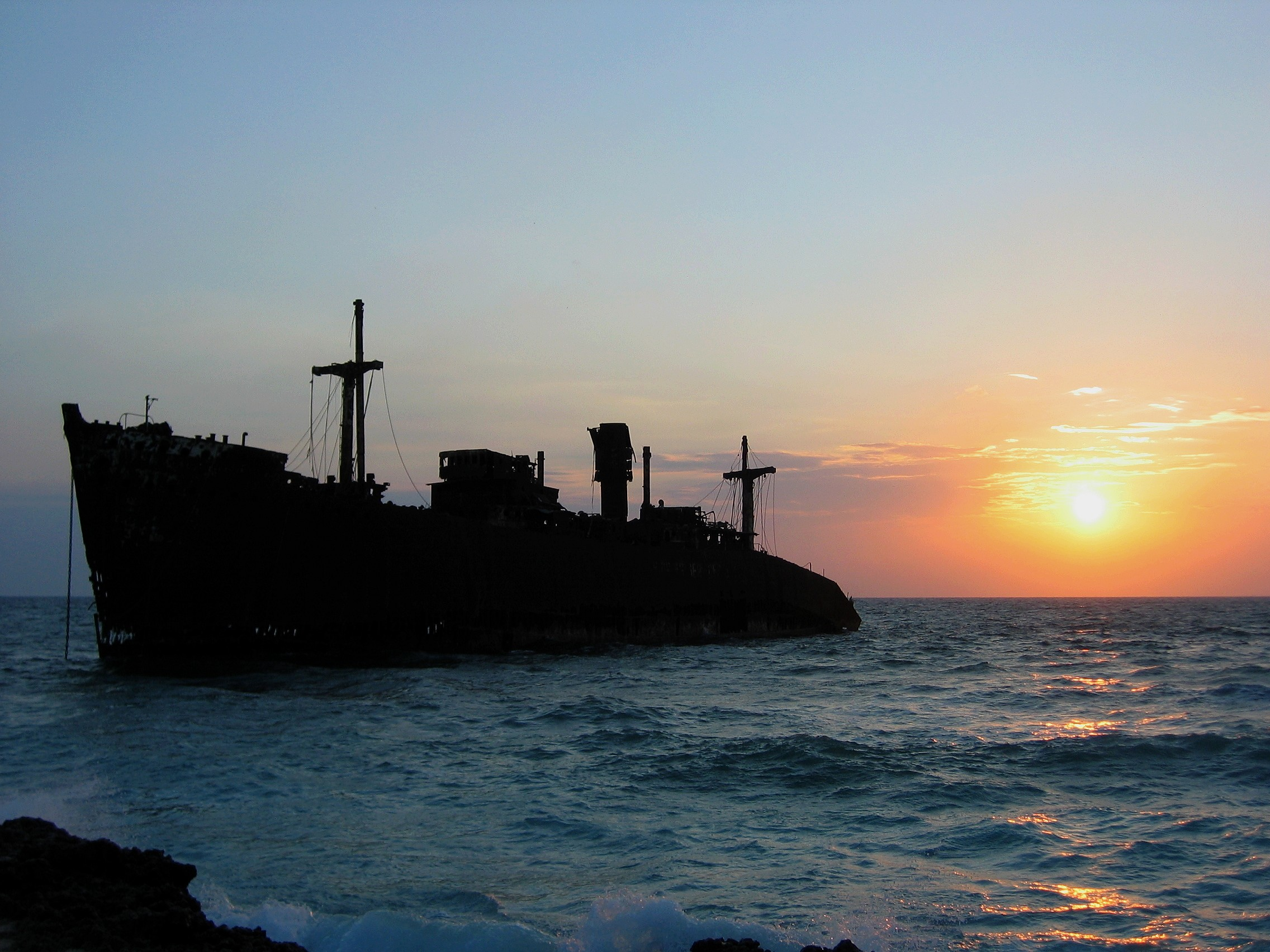
آذر ۱۳۸۷
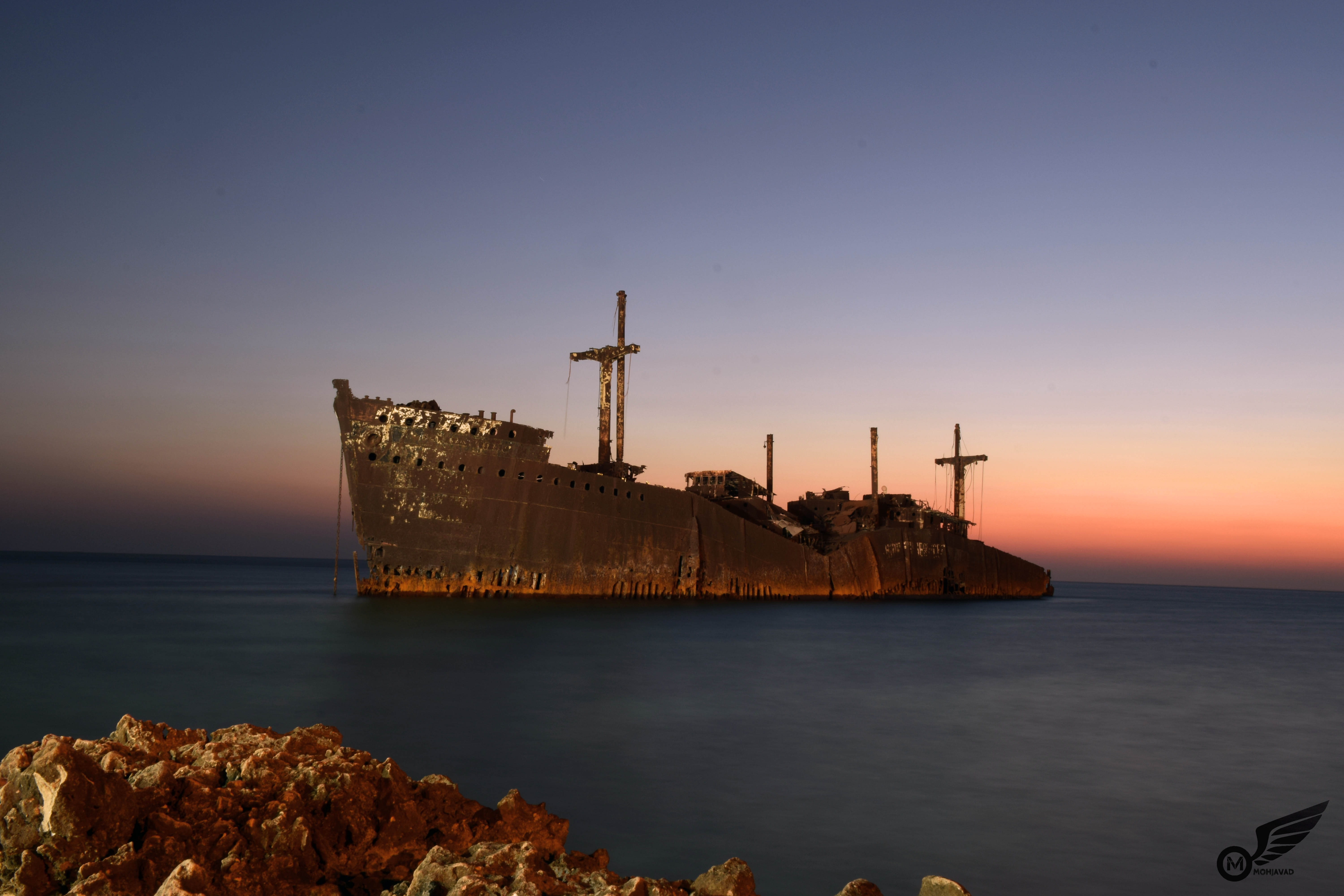
آبان ۱۳۹۴
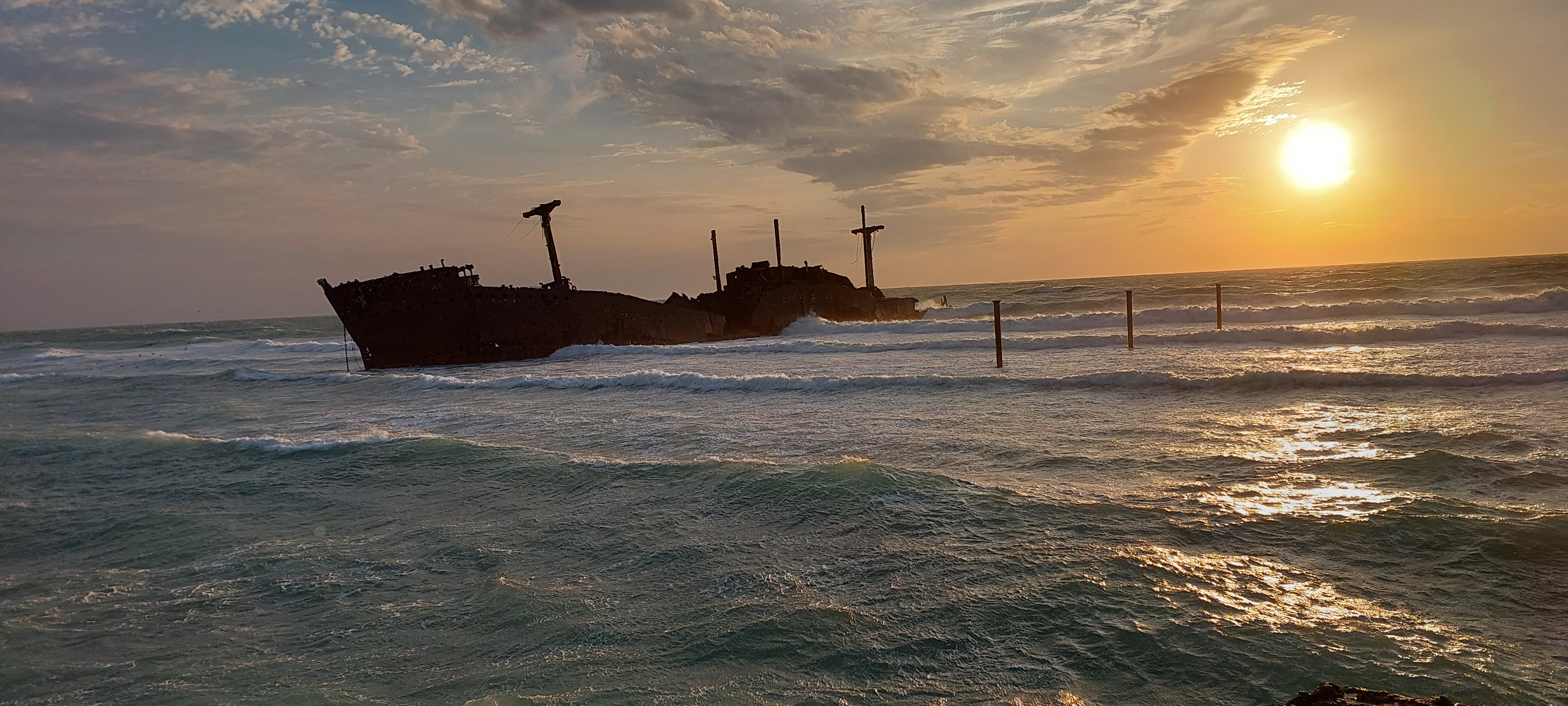
بهمن ۱۴۰۲
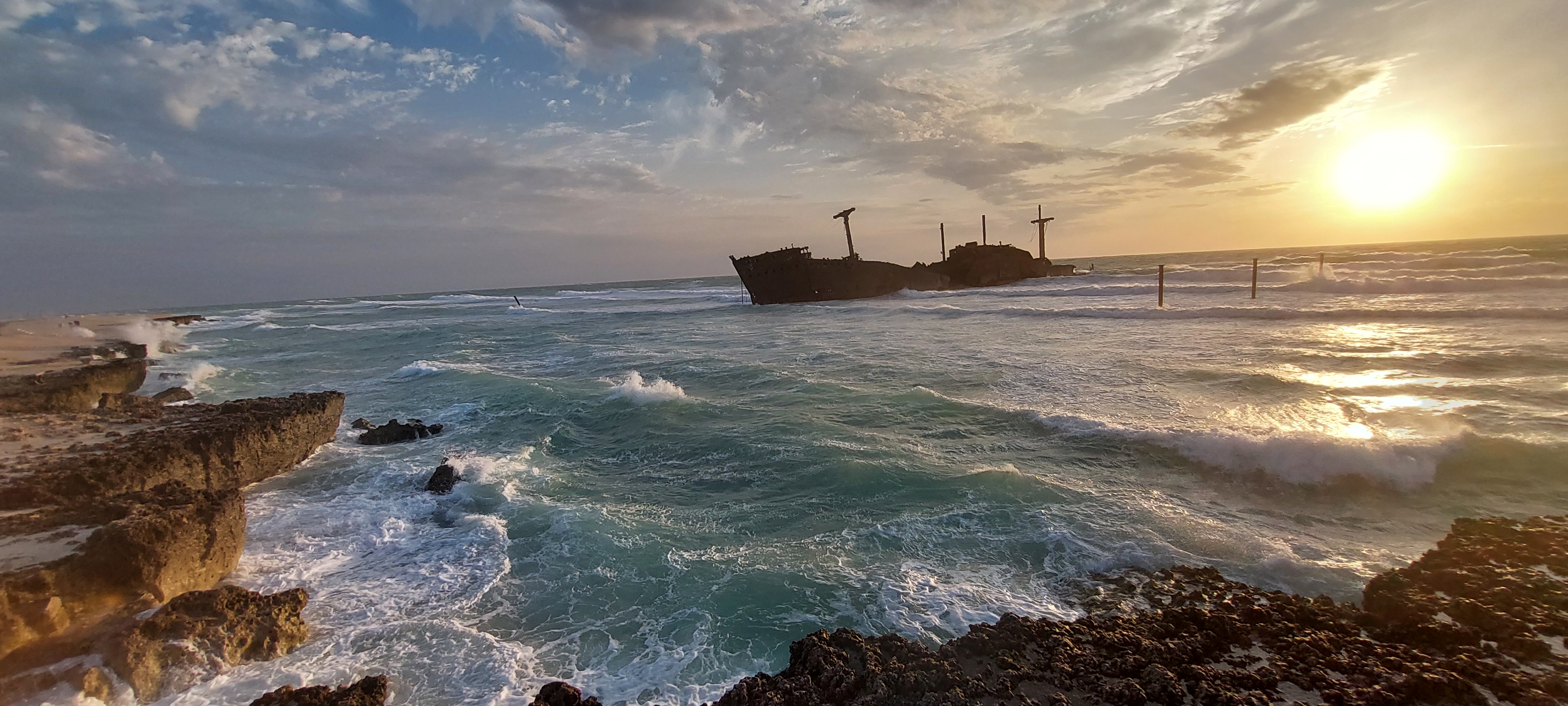
بهمن ۱۴۰۲
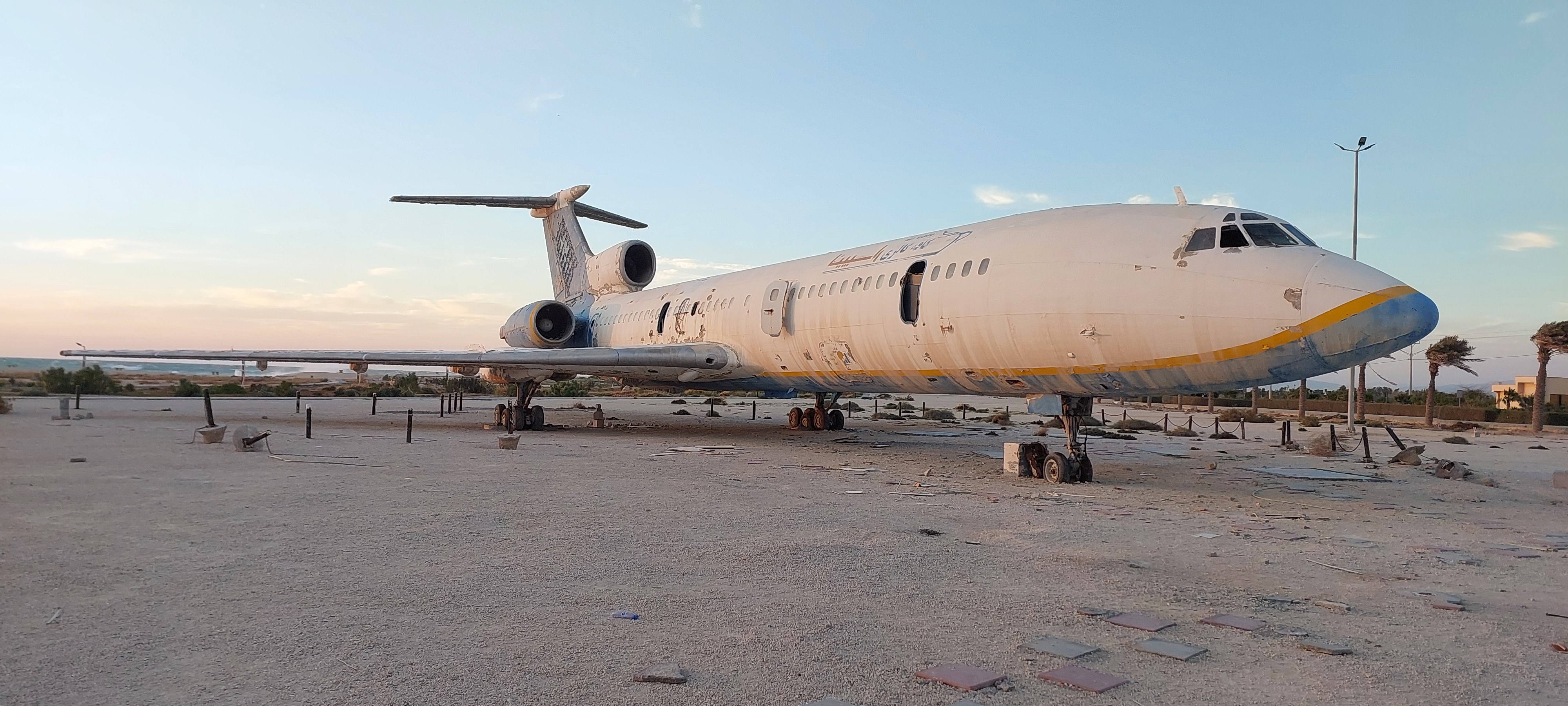
توپولف ۱۵۴ از رده خارجه متروکه که در ساحل همجوار با کشتی یونانی رها شده است. این هواپیما در بهمن ۱۴۰۲ از ساحل جمع آوری شد.